# Buise
Buise was een Duits Waddeneiland dat net als Bosch grotendeels verzwolgen is, al leeft het oostelijke deel van het eiland voort als Norderney. Buise werd mogelijk tijdens de stormvloed van 1219 uit een groter eiland gevormd dat rond 50 door Plinius de Oudere Burchana genoemd werd. Andere bronnen melden echter dat Buise rond 1170 uit het eiland Bant ontstond, net als Juist, Borkum en Memmert. 
In 1362 brak Buise op in twee delen. Het oostelijk deel werd aanvankelijk Osterende genoemd werd, en later "Norder neye Oog" (Nordens nieuwe eiland), en vormt het huidige Norderney. Het westelijk deel verdween in de tweede helft van de 17e eeuw geleidelijk in zee als gevolg van afslag van de duinen, al verschillen bronnen over het precieze einde van Buise (1651 of 1690).